# Schismatorhynchos endecarhapis
Schismatorhynchos endecarhapis är en fiskart som beskrevs av August Siebert och Tjakrawidjaja, 1998. Schismatorhynchos endecarhapis ingår i släktet Schismatorhynchos och familjen karpfiskar. Inga underarter finns listade i Catalogue of Life.